# Svenska basketligan 2022-23
La temporada 2022-2023 de la Svenska basketligan fue la edición número 30 de la Svenska basketligan, el primer nivel de baloncesto en Suecia. La temporada comenzó el 23 de septiembre de 2022 y acabó en mayo de 2023. El Campeón fue nuevamente Norrköping Dolphins, que se hacía con su séptimo título.

## Formato
La liga la forman once equipos, dos más que en la temporada anterior, tras no ejecutarse ningún descenso, y acceder a la máxima categoría el Uppsala Basket, tras proclamarse campeón de la Superettan, la segunda división, y el Kalmar Saints, que logró la plaza tras ganar el play off de ascenso. Los ocho equipos mejor calificados disputarían los playoffs.

## Equipos
| Equipo              | Ciudad     | Pabellón             | Capacidad |
| ------------------- | ---------- | -------------------- | --------- |
| Luleå               | Luleå      | Luleå Energi Arena   | 2,700     |
| Fryshuset           | Estocolmo  | Fryshuset Arenan     | 3,000     |
| Borås               | Borås      | Boråshallen          | 3,000     |
| Jämtland            | Östersund  | Östersunds sporthall | 1,700     |
| Kalmar Saints       | Kalmar     | Kalmar Sportcenter   | 720       |
| Köping Stars        | Köping     | Karlbergshallen      | 650       |
| Norrköping Dolphins | Norrköping | Stadium Arena        | 4,500     |
| Nässjö              | Nässjö     | Nässjö Sporthall     | 1,200     |
| Södertälje Kings    | Södertälje | Täljehallen          | 2,200     |
| Umeå                | Umeå       | Umeå Energi Arena    | 1,270     |
| Uppsala             | Uppsala    | IFU Arena            | 2,880     |

## Temporada regular

### Clasificación
Actualizada: 22 de marzo de 2023
| Pos. | Equipo              | PJ | G  | P  | PF   | PC   | DP   | Pts | Clasificación o descenso  |
| ---- | ------------------- | -- | -- | -- | ---- | ---- | ---- | --- | ------------------------- |
| 1    | Borås               | 30 | 26 | 4  | 2669 | 2242 | +427 | 52  | Clasificado para playoffs |
| 2    | Jämtland            | 30 | 24 | 6  | 2531 | 2127 | +404 | 48  | Clasificado para playoffs |
| 3    | Norrköping Dolphins | 30 | 22 | 8  | 2612 | 2262 | +350 | 44  | Clasificado para playoffs |
| 4    | Umeå                | 30 | 18 | 12 | 2693 | 2536 | +157 | 36  | Clasificado para playoffs |
| 5    | Luleå               | 30 | 17 | 13 | 2482 | 2447 | +35  | 34  | Clasificado para playoffs |
| 6    | Nässjö              | 30 | 16 | 14 | 2554 | 2513 | +41  | 32  | Clasificado para playoffs |
| 7    | Köping Stars        | 30 | 13 | 17 | 2372 | 2403 | −31  | 26  | Clasificado para playoffs |
| 8    | Södertälje Kings    | 30 | 12 | 18 | 2437 | 2561 | −124 | 24  | Clasificado para playoffs |
| 9    | Uppsala Basket      | 30 | 11 | 19 | 2380 | 2433 | −53  | 22  |                           |
| 10   | Kalmar Basket       | 30 | 5  | 25 | 2169 | 2664 | −495 | 10  | Descenso a Superettan     |
| 11   | Fryshuset Basket    | 30 | 1  | 29 | 1957 | 2668 | −711 | 2   | Descenso a Superettan     |

 Fuente: SBL

## Playoffs
|  | Cuartos de final | Cuartos de final    | Cuartos de final |                     |   | Semifinales     | Semifinales | Semifinales |  |   | Final        | Final | Final |  |
|  |                  |                     |                  |                     |   |                 |             |             |  |   |              |       |       |  |
|  |                  |                     |                  |                     |   |                 |             |             |  |   |              |       |       |  |
|  | 1                | Borås Basket        | 3                |                     |   |                 |             |             |  |   |              |       |       |  |
|  | 1                | Borås Basket        | 3                |                     |   |                 |             |             |  |   |              |       |       |  |
|  | 8                | Södertälje Kings    | 0                |                     |   |                 |             |             |  |   |              |       |       |  |
|  | 8                | Södertälje Kings    | 0                |                     | 1 | Borås Basket    | 4           |             |  |   |              |       |       |  |
|  |                  |                     |                  |                     | 1 | Borås Basket    | 4           |             |  |   |              |       |       |  |
|  |                  |                     | 4                | Umeå BSKT           | 0 |                 |             |             |  |   |              |       |       |  |
|  | 4                | Umeå BSKT           | 4                | Umeå BSKT           | 0 | 3               |             |             |  |   |              |       |       |  |
|  | 4                | Umeå BSKT           |                  |                     |   |                 |             |             |  |   |              |       |       |  |
|  | 5                | BC Luleå            | 0                |                     |   |                 |             |             |  |   |              |       |       |  |
|  | 5                | BC Luleå            | 0                |                     |   |                 |             |             |  | 1 | Borås Basket | 2     |       |  |
|  |                  |                     |                  |                     |   |                 |             |             |  | 1 | Borås Basket | 2     |       |  |
|  |                  |                     | 3                | Norrköping Dolphins | 4 |                 |             |             |  |   |              |       |       |  |
|  | 2                | Jämtland Basket     | 3                | Norrköping Dolphins | 4 | 3               |             |             |  |   |              |       |       |  |
|  | 2                | Jämtland Basket     |                  |                     |   |                 |             |             |  |   |              |       |       |  |
|  | 7                | Köping Stars        | 1                |                     |   |                 |             |             |  |   |              |       |       |  |
|  | 7                | Köping Stars        | 1                |                     | 2 | Jämtland Basket | 3           |             |  |   |              |       |       |  |
|  |                  |                     |                  |                     | 2 | Jämtland Basket | 3           |             |  |   |              |       |       |  |
|  |                  |                     | 3                | Norrköping Dolphins | 4 |                 |             |             |  |   |              |       |       |  |
|  | 3                | Norrköping Dolphins | 3                | Norrköping Dolphins | 4 | 3               |             |             |  |   |              |       |       |  |
|  | 3                | Norrköping Dolphins |                  |                     |   |                 |             |             |  |   |              |       |       |  |
|  | 6                | KFUM Nässjö         | 0                |                     |   |                 |             |             |  |   |              |       |       |  |
|  | 6                | KFUM Nässjö         | 0                |                     |   |                 |             |             |  |   |              |       |       |  |
|  |                  |                     |                  |                     |   |                 |             |             |  |   |              |       |       |  |